# Мантуров, Михаил Васильевич
Михаи́л Васи́льевич Ма́нтуров (1798, Нуча — 7 (19) июля 1858, Дивеево) — русский помещик, один из основателей православного Дивеевского монастыря.

## Биография
Родился в 1798 году в селе Нуче Ардатовского уезда Нижегородской губернии. Получил домашнее образование, служил в Лифляндии. Уже в достаточно молодом возрасте в чине поручика был вынужден бросить службу из-за тяжёлой болезни ног. Около 1823 года вернулся в родное село Нучу. Исчерпав все возможности современной ему медицины, он обратился к старцу Серафиму из Саровской пустыни, надеясь на чудо. Серафим Саровский взял на себя лечение Михаила Васильевича. Вскоре после выздоровления Михаил Васильевич вернулся к Серафиму Саровскому, чтобы выразить свою глубочайшую благодарность, однако старец потребовал от него послушания в виде самопроизвольной нищеты. Михаил Васильевич принял это предложение. Серафим Саровский дал Мантурову чёткие инструкции о том, как распорядиться имуществом. По указаниям старца, Михаил Васильевич продал своё имение в Нуче и направил средства на покупку 15 десятин земли в Дивееве. Это был первый шаг к созданию будущего монастыря. Серафим Саровский подчеркнул важность этой земли, запретив её продажу при любых обстоятельствах. Михаил Васильевич вместе со своей женой Анной Михайловной Эрни и сестрой Еленой Васильевной переехали в Дивеево. С этого момента их жизнь была посвящена служению Серафиму Саровскому и развитию Дивеевской обители. Михаил Васильевич был первым, кто приложил руку к созданию монастыря по плану старца. Он вбил первый колышек на месте будущей девичьей мельницы и обозначил камешками место для будущей Святой Канавки. На его деньги в Дивееве была построена Рождественская церковь, первый храм в будущей обители. Михаил Васильевич также заботился о финансовых вопросах и обеспечивал строительные материалы, необходимые для развития Дивеева. Михаил Васильевич Мантуров скончался в Дивееве 7 (19) июля 1858. Похоронен возле основанной им Рождественской церкви.

## Легенда
Существует легенда, согласно которой Мантуров тяжело заболел в 1832 году. Серафим Саровский якобы позвал к себе сестру Михаила Елену и попросил её умереть за брата, которому ещё не пришло время и который нужен для создания монастыря. Елена якобы согласилась и вскоре умерла, а Михаил прожил ещё 26 лет.